# Loche d'étang
Misgurnus fossilis
Espèce
Statut de conservation UICN

 LC  : Préoccupation mineure
 Statut international 
Statut de conservation UICN

 EN  : En danger
 Statut en France 
La loche d'étang (Misgurnus fossilis), de la même famille que la loche de rivière, est une espèce de poissons d'eau douce que l'on trouve en Europe, du nord-est de la France à la Russie.

## Description
La loche d'étang mesure entre 20 et 25 centimètres de long et pèse entre 50 et 80 grammes,. Elle a une espérance de vie de huit à dix ans. Elle est dotée de petites écailles et se distingue par ses dix barbillons,.

## Répartition géographique
On trouve la loche d'étang en Europe, de la France à la Russie. Elle est toutefois absente de Scandinavie et des îles Britanniques.
Bien que cette espèce soit très répandue en Europe centrale et orientale, en France sa répartition naturelle est très restreinte et se divise en deux parties : 
- en Lorraine, notamment dans la vallée de la Meuse, et plus localement celle de la Moselle.
- dans le département du Nord, où on la trouve d'un côté dans le bassin de la Lys, de la Deûle et de la Marque (tout autour de l'agglomération de Lille), et de l'autre dans le bassin versant de la Sambre (c'est-à-dire dans l'ensemble de l'Avesnois), mais elle semble absente entre les deux dans le bassin Escaut-Scarpe-Sensée. Elle vient de refaire son apparition près de l'écluse du pont Malin, au lieu-dit le grand marais, une zone humide réhabilitée par le département du Nord et rouverte au public en mai 2021.

Elle a été introduite localement ailleurs en France, comme dans le bassin du Rhône.

## Habitat, écologie
La loche d'étang habite, comme son nom l'indique, dans les étangs, ainsi que dans des plans d'eau vaseux de petite taille,. On la trouve aussi dans les parties jamais asséchées des zones humides.
Cette espèce est adaptée aux eaux stagnantes diverses du lit majeur des cours d'eau et des bas marais :  bras morts, étangs vaseux, mares, roselières inondées, tourbières basses, marais alluviaux boisés, fossés envahis de végétaux, etc. Ces eaux peuvent être riches en matière organique en décomposition, et l'oxygène peut y être rare. De ce fait elle supporte mieux la pollution trophique que d'autres poissons. Cette espèce est commune dans une partie des Pays-Bas, dans les étangs, canaux et les nombreuses wateringues entre les champs. Dans les marais à roselières, où elle peut être très abondante, elle constitue la principale source de nourriture pour des oiseaux inféodés à ce milieu comme le butor étoilé, le héron pourpré et le blongios nain.

## Comportement
La loche d'étang est un poisson nocturne,. Fait remarquable, la loche d'étang, tout comme la loche de rivière, en situation anoxique, avale de l'air, et l'oxygène dont elle a besoin est absorbé dans son intestin.

## Alimentation
La loche d'étang se nourrit de petits mollusques et de larves d'insectes.

## Reproduction
La loche d'étang fraie d'avril à juin. Les œufs, dont le nombre varie entre 70'000 et 150'000, mesurent environ 1,5 mm et sont, selon les sources, brunâtres ou roses à rougeâtres. Ils sont déposés sur des végétaux aquatiques. Les loches d'étang arrivent à maturité à l'âge de trois à quatre ans.

## État des populations
Au niveau global, le statut de conservation de l'espèce est classé dans la catégorie de préoccupation minimale (LC). Il existe toutefois de fortes différences selon les pays. Ainsi, en France où elle est peu répandue, l'espèce est classée en danger (EN). En Suisse, l'espèce est même considérée en danger critique d'extinction (CR). La loche d'étang est principalement menacée par la canalisation des rivières qui fait disparaitre les eaux stagnantes des lits majeurs et la pollution de ces dernières.

## Galerie

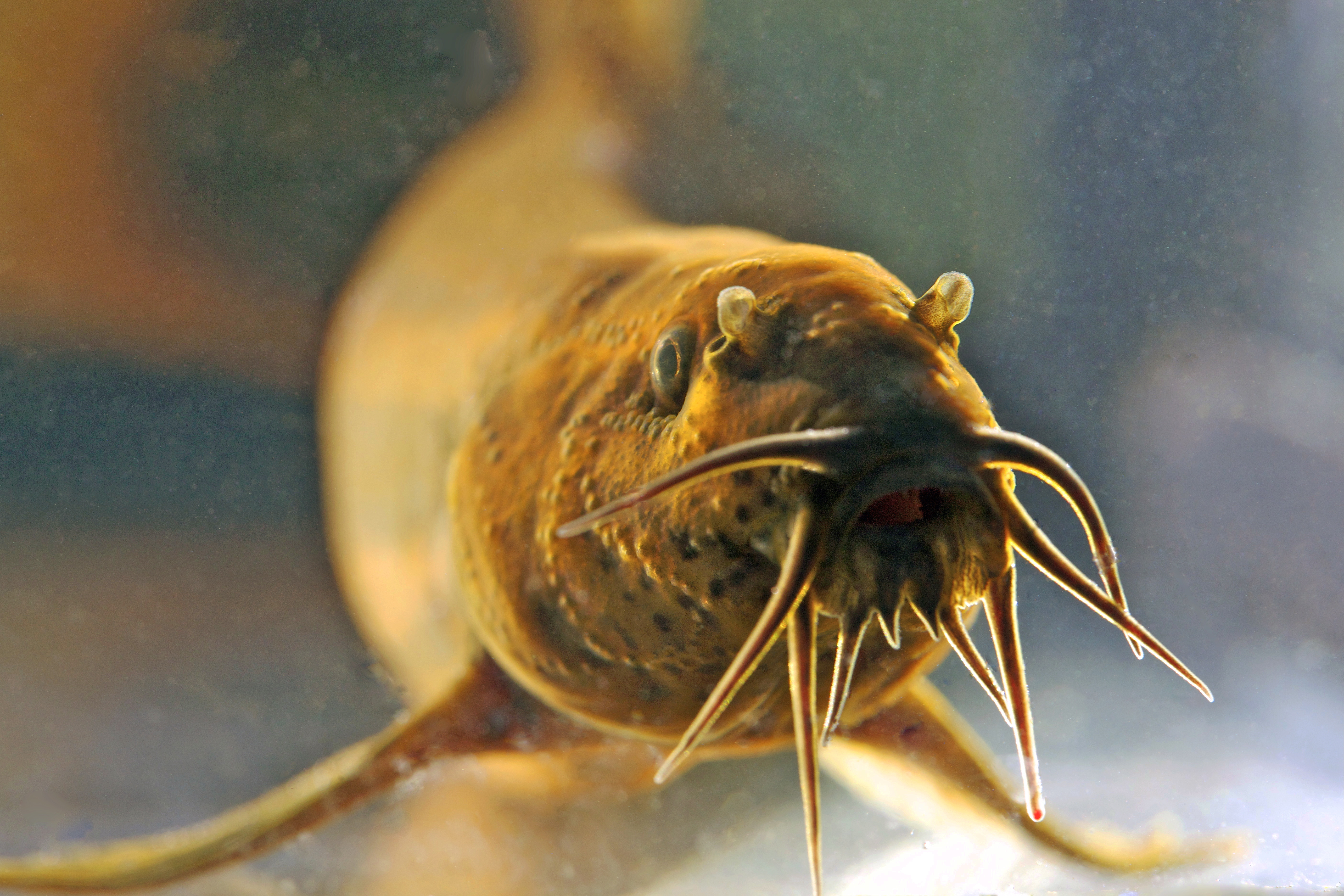
Misgurnus fossilis
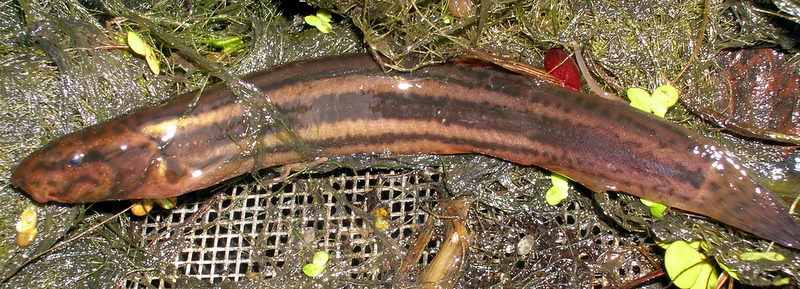
Misgurnus fossilis